# Buenas noches, amigos
Buenas noches, amigos fue un programa español de televisión emitido por TVE en el año 1957.

## Formato
Estrenado pocos meses después del inicio de emisiones de Televisión española, puede ser considerado, junto a La hora Philips, como el primer programa musical y de variedades en la historia de la pequeña pantalla en España.
Estaba presentado por el pionero de televisión en el país Jesús Álvarez García, acompañado por la actriz norteamericana Ramsay Ames y se emitía la noche de los martes.